# شهباز حسن‌پور بیگلری
شهباز حسن‌پور بیگلری (زادهٔ ۱۳۴۰ در سیرجان) نمایندهٔ مستقل حوزهٔ انتخابیهٔ سیرجان و بردسیر در دورهٔ هشتم، نهم، دهم و یازدهم و نماینده کرمان و راور در دوره دوازدهم مجلس شورای اسلامی است.  وی از مخالفان طرح شفافیت آرائ نمایندگان میباشد و در طرح شفافیت داوطلبانه نمایندگان شرکت نکرداو هم‌اکنون نماینده حوزهٔ انتخابیهٔ کرمان و راور در دوره دوازدهم مجلس شورای اسلامی است.